# Zabolótovo
Zabolótovo (en rus: Заболотово) és un poble del krai de Perm, a Rússia, que pertany al districte rural de Bolxessosnovski. El 2010 tenia 334 habitants.